# Choắt đốm đen
Tringa stagnatilis là một loài chim trong họ Scolopacidae.
Đó là một loài choắt khá nhỏ, và sinh sản trong các vùng đất ngập nước thảo nguyên và rừng taiga từ phía đông châu Âu đến Trung Á. Loài này giống như một choắt lớn với mỏ dài và đôi chân rất dài màu vàng. Giống như loài choắt lớn, loài này có bộ lông nâu xám trong mùa sinh sản, nhạt màu vào mùa đông, và có một hình nêm màu trắng trên lưng có thể nhìn thấy khi bay.

## Hình ảnh

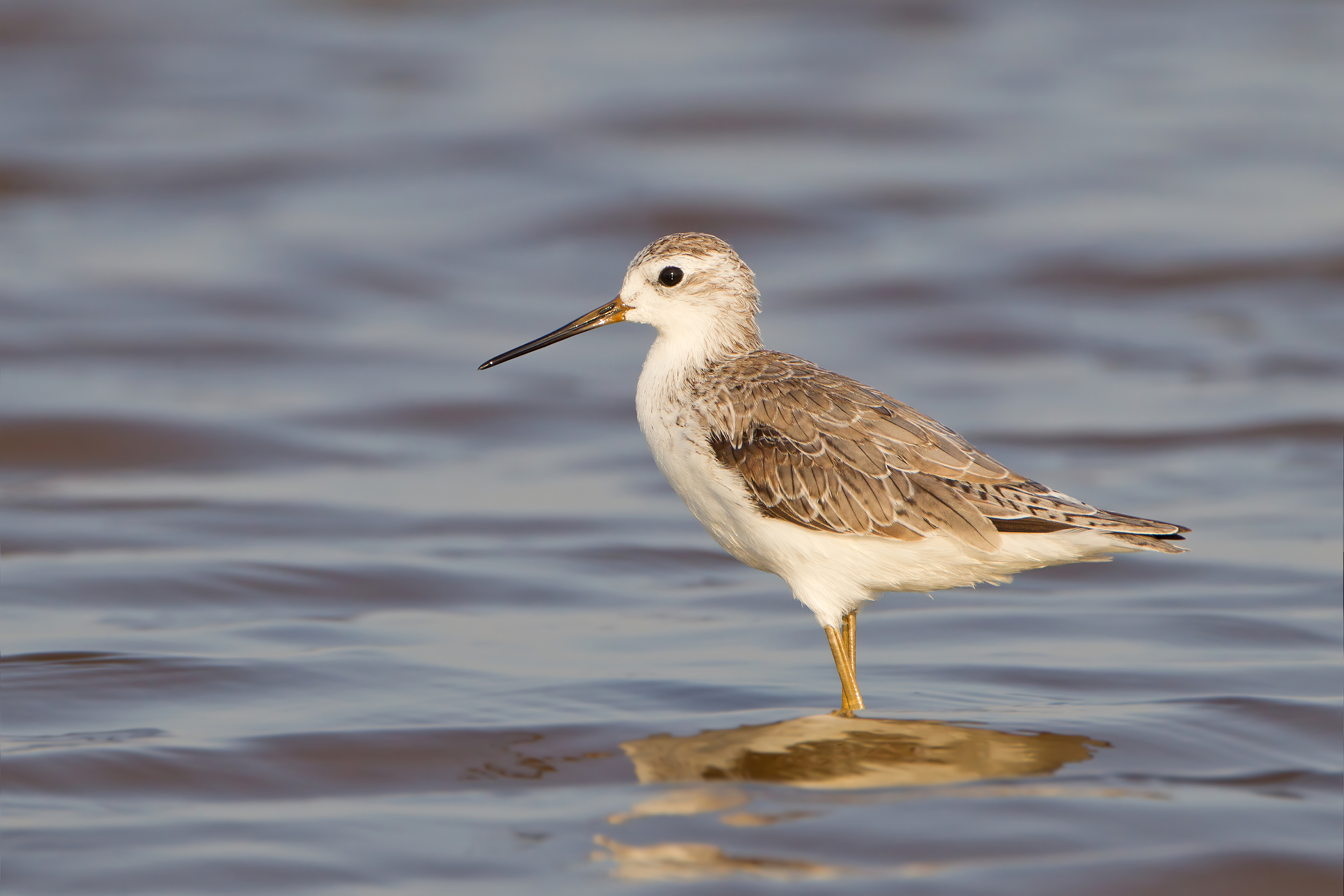
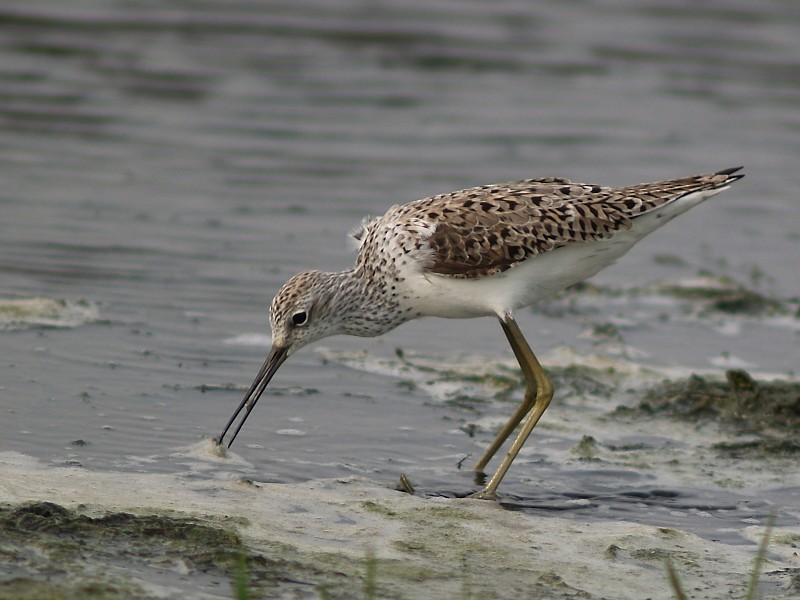
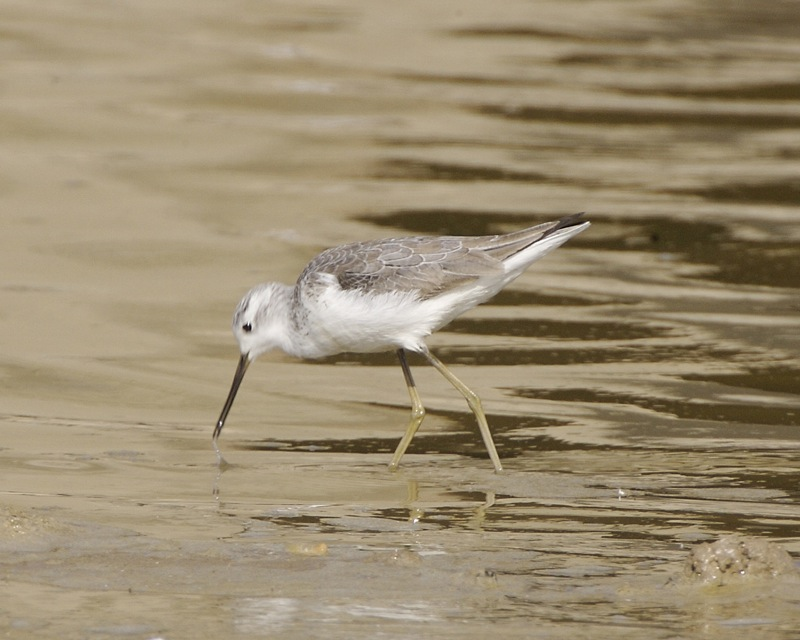
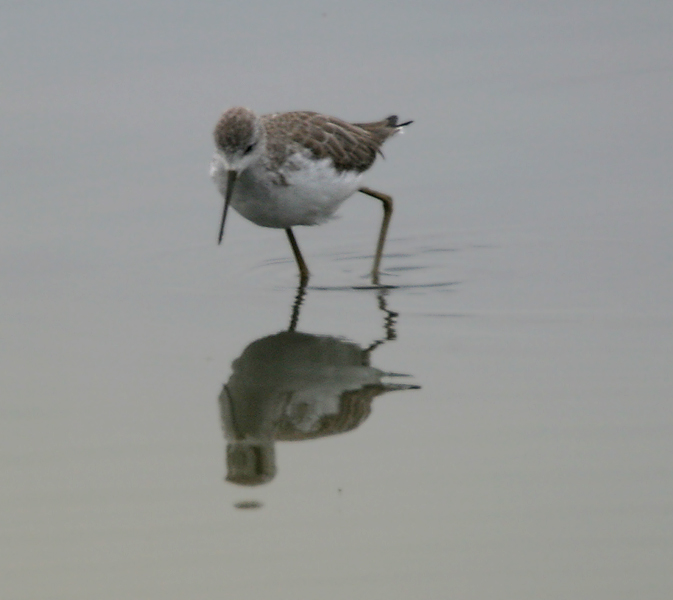
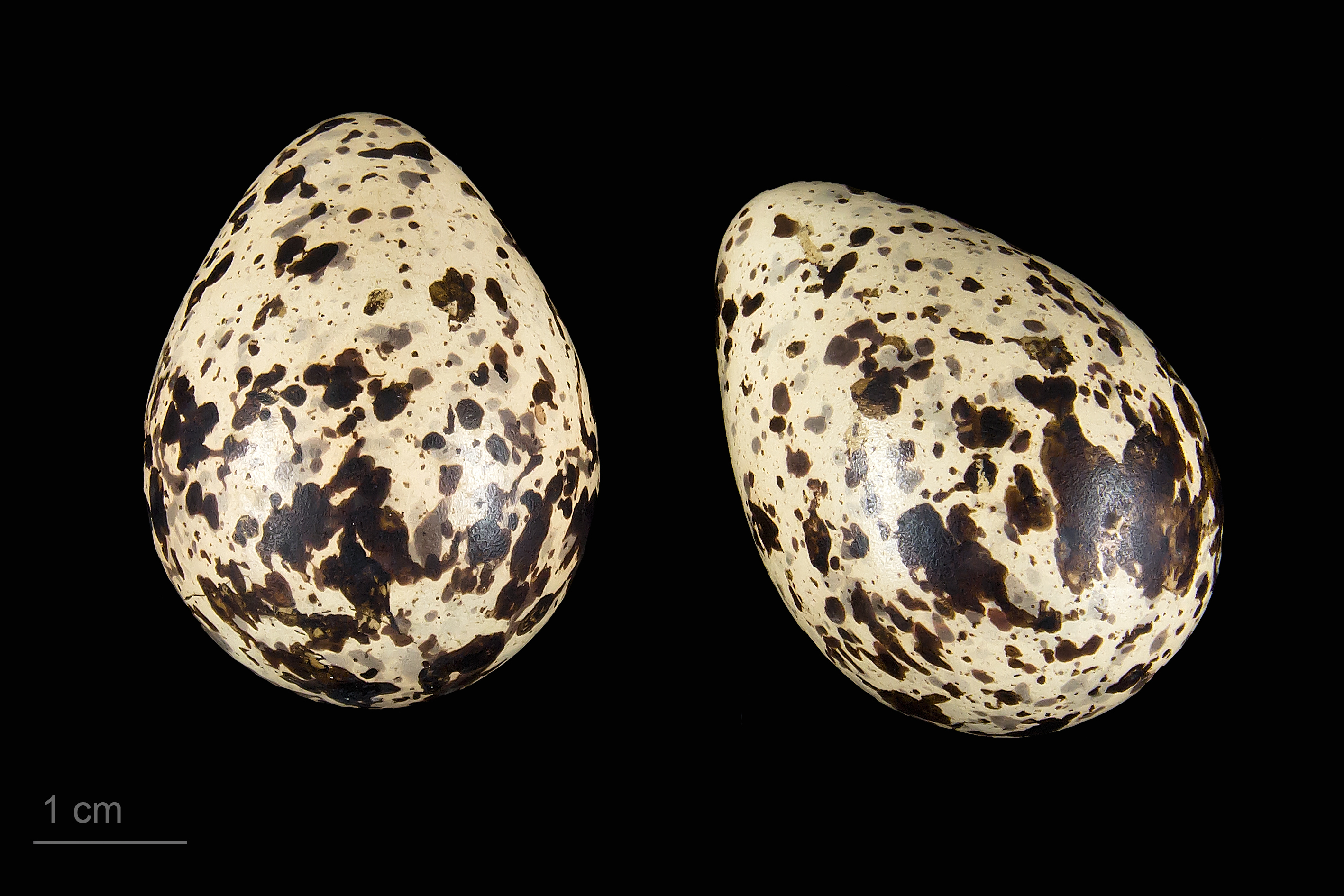